# Fagerlids kyrkoruin
Fagerlids kyrkoruin ligger nu inom Hova socken, Gullspångs kommun. 
Kyrkan lokaliserades efter skelettfynd i samband med grustäkt. En provgrävning genomfördes under 1950-talet och en större undersökning av anläggningen gjordes 1970. 
Kyrkoruinen ligger på en rullstensås bevuxen med barrskog. I terrängen finns ingen markering till avgränsning av kyrkogårdsområdet. Ruinen är mycket skadad och markeras av några syllstenar. Troligen har det varit en träkyrka. Byggnadens längd förblir okänd då södra och östra sidorna har bortschaktats genom grustäkt. Bredden är 8,5 meter.
Vid undersökningen 1970 av Nils Fredrik Beerståhl kunde man konstatera att anläggningen förstörts i en brand.